# The Sweetener Sessions
The Sweetener Sessions è stato il secondo tour promozionale della cantautrice statunitense Ariana Grande, a supporto del suo quarto album in studio Sweetener (2018).
Il tour è iniziato a New York il 20 agosto 2018 e si è concluso a Londra il 4 settembre dello stesso anno. Si è svolto nei teatri, per un totale di quattro date.

## Date degli spettacoli
| Date             | Città        | Paese        | Luogo           |
| Nord America     | Nord America | Nord America | Nord America    |
| ---------------- | ------------ | ------------ | --------------- |
| 20 agosto 2018   | New York     | Stati Uniti  | Irving Plaza    |
| 22 agosto 2018   | Chicago      | Stati Uniti  | The Vic Theatre |
| 25 agosto 2018   | Los Angeles  | Stati Uniti  | Ace Theatre     |
| Europa           |              |              |                 |
| 4 settembre 2018 | Londra       | Regno Unito  | KOKO            |